# Projekt 11356
Projekt 11356 (nach dem Typschiff auch als Admiral-Grigorowitsch-Klasse bezeichnet) ist eine Klasse von Fregatten der russischen Marine. Sie basiert auf dem Projekt 1135 aus Sowjetzeiten.

## Geschichte
Projekt 11356 basiert auf den Schiffen des Projektes 1135 und dessen Weiterentwicklungen Projekt 1135M (NATO: Kriwak-II-Klasse) und Projekt 1135.1 (NATO: Kriwak-III-Klasse). Die für Indien gebauten Talwar-Klasse (Projekt 1135.6) wird zum Projekt 11356 gezählt, trägt aber auch die eigene Bezeichnung. Zur Unterscheidung werden die Schiffe des für die russische Marine gebauten Loses auch als Projekt 11356M bezeichnet.
Die Einheiten des Projekts 11356 unterscheiden sich vom Projekt 1135 unter anderem durch neukonstruierte Aufbauten, die eingeschränkte Stealth-Eigenschaften bieten. Das Sonarsystem wurde auf den Typ „Swesda“ M-1 mit einem MG-345-Bugsonar und einem neuen Schleppsonar geändert.

### Projekt 11356M
Geplant war eine Klasse von sechs Einheiten, von denen zunächst drei im Jahre 2010 bei „Jantar“ in Kaliningrad für die Schwarzmeerflotte bestellt wurden. Bis 2015 sollte die Schwarzmeerflotte fünf Schiffe dieses Typs erhalten. Ursprünglich wurden die Schiffe des Projekts 11356M von der NATO als Kriwak-IV-Klasse bezeichnet, doch später in Admiral Grigorowitsch-Klasse umbenannt. Das sechste Schiff wurde zunächst abbestellt.
Wegen der von der Ukraine verhängten Exportbeschränkungen standen ab Schiff vier keine ukrainischen Gasturbinen und MTU-Dieselmotoren mehr zur Verfügung. Die unfertigen Schiffe vier und fünf wurden im Sommer 2016 an Indien verkauft. Zwei weitere Schiffe für Indien werden bei der Goa Shipyard Limited gebaut.
Die russische Marine bestellte anstelle der übrigen Schiffe billigere Korvetten des Projekt 22800 (Karakurt-Klasse), die einige der Aufgaben der Fregatten der Grigorowitsch-Klasse übernehmen sollen.

## Technik

### Antrieb
Der Antrieb besteht aus einem COGAG-System, wobei jeweils eine 17000-PS-DN59-Gasturbine eine Welle antreibt. Wenn notwendig, kann noch jeweils eine zweite Turbine vom Typ UGT-6000 die Leistung um 6000 PS pro Welle erhöhen. Die Höchstgeschwindigkeit der Schiffe liegt bei 30 Knoten.

### Bewaffnung
Auf dem Vordeck der Fregatte ist eine 8-fach-UKSK (3R14)-Senkrechtstartanlage verbaut. Diese kann acht 3M54T oder
P-800-Seezielflugkörper aufnehmen. Alternativ kann die Senkrechtstartanlage auch mit 3M14T-Marschflugkörpern beladen werden.
Für die Luftverteidigung kommt das System 9S90M Esch, die Marineversion der 9K317M Buk-M3, zum Einsatz. Es enthält auf dem Vordeck eine Senkrechtstartanlage mit 3 × 12 Zellen, welche mit 3M317M-Lenkwaffen beladen sind. Ergänzt werden diese durch 8 9K38W Igla-W-Starter.
Sekundärbewaffnung ist ein 100-mm-Geschützturm A-190-1, 2 AK-630-Nahbereichsabwehr-Flugabwehrkanonen, 2 533-mm-Zwillingstorpedorohre, ein 12-fach Wasserbombenwerfer RPK-8, 2 10-fach 55-mm-Granatwerfer DP-65 sowie 2 12,7-mm-Kord-Maschinengewehre.
Weiterhin sind ein Kamow Ka-27 und eine Orlan-10-Drohne an Bord.

### Sensoren und Elektronische Kampfführung
Projekt 11356 ist zur Suche nach Luft- und Oberflächenkontakten mit einem MR-760-Fregat-M2M-Radar (NATO: „Top Plate“) ausgerüstet, das auf der Spitze des Hauptmastes positioniert wurde und eine Reichweite von etwa 300 km aufweist. Weiter befindet sich auf dem Hubschrauberhangar unter einer Antennenkuppel ein Radar vom Typ MR-352 Positiv M1.2 (NATO: „Cross Dome“) zur Suche nach Luft- und Oberflächenkontakten. Dieses arbeitet im X-Band und hat eine Reichweite von rund 150 km.
Zur Suche nach Unterwasserkontakten wurde ein Sonarsystem, bestehend aus einem Niederfrequenz-Sonargerät MGK-335EM-03 Platina (NATO: „Bull Horn“), im Wulstbug und einem Schleppsonar Winetka-EM eingebaut.
Die 3M317M-Flugabwehrraketen werden von sechs 3R90-Orej-Feuerleitradaren (NATO: „Front Dome“) gelenkt. Diese sind auf dem Dach der Brücke und mittschiffs auf dem Aufbau beim Schornstein installiert.
Für die elektronische Kampfführung ist das System TK-25-5 Pribor mit 4 KT-216-Täuschkörperwerfer verbaut.

## Einheiten
Der Heimathafen der drei fertiggestellten Einheiten ist Sewastopol auf der Krim.
| Name                  | Namensgeber                     | Kiellegung        | Stapellauf        | Indienststellung  | Bemerkungen                                                |
| --------------------- | ------------------------------- | ----------------- | ----------------- | ----------------- | ---------------------------------------------------------- |
| Admiral Grigorowitsch | Iwan Grigorowitsch              | Dezember 2010     | 14. März 2014     | 11. März 2016     | aktiv                                                      |
| Admiral Essen         | Nikolai Ottowitsch von Essen    | Juli 2011         | 7. November 2014  | 7. Juni 2016      | aktiv                                                      |
| Admiral Makarow       | Stepan Ossipowitsch Makarow     | Februar 2012      | 2. September 2015 | 25. Dezember 2017 | aktiv                                                      |
| Tushil                |                                 | 12. Juli 2013     | 28. Oktober 2021  | geplant 2023      | im Bau; abgegeben an Indien; früherer Name Admiral Butakow |
| Tamala                |                                 | 15. November 2013 |                   |                   | im Bau; abgegeben an Indien; früherer Name Admiral Istomin |
| Admiral Kornilow      | Wladimir Alexejewitsch Kornilow |                   |                   |                   | nicht begonnen                                             |